# Taranidaphne dufresnei
Taranidaphne dufresnei là một loài ốc biển, là động vật thân mềm chân bụng sống ở biển trong họ Conidae.